# Caso Kotze

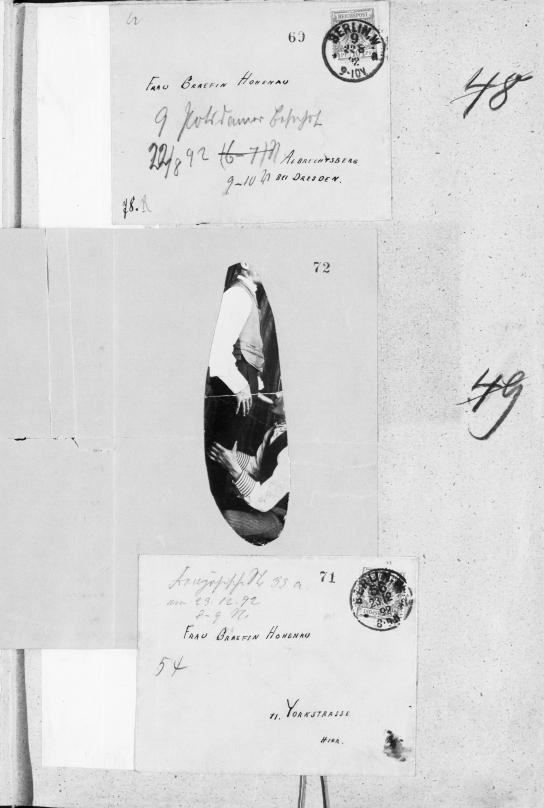
Cartas originais do caso Kotze com fotos pornográficas, nos Arquivos Privados do Estado Prussiano

O caso Kotze foi um escândalo que envolveu a corte imperial da Alemanha no final do século XIX. A partir de 1891, vários membros da corte e da família imperial alemã foram acusados de depravação sexual e compartilhamento de pornografia em cartas anônimas.

## O caso
Em 1891, vários membros da corte e da família imperial alemã foram acusados de depravação sexual e compartilhamento de pornografia em cartas anônimas. Em 1894, as suspeitas recaíram sobre o mestre de cerimônias da corte, Leberecht von Kotze, que chegou a ser preso. No entanto, nada pôde ser provado contra ele. Para restaurar sua honra, ele desafiou dois de seus acusadores para um [[duelo], no qual foi ferido em um deles e acabou matando Karl von Schrader no outro.
Assim como o Escândalo de Harden-Eulenburg, o caso Kotze causou grande agitação entre a população da Alemanha e a família imperial perdeu credibilidade e prestígio.

## Antecedentes
Enquanto a família imperial alemã tentava se apresentar ao mundo exterior como virtuosa, havia frequentes festas e orgias na corte, por exemplo, durante viagens de caça no Castelo de Grunewald. Uma dessas reuniões ocorreu em janeiro de 1891. Entre os quinze participantes estavam, entre outros, o conde Frederico Carlos de Hesse e a princesa Carlota da Prússia — cunhado e irmã do imperador Guilherme II da Alemanha, respectivamente — os anfitriões, Leberecht von Kotze e a esposa Charlotte von der Decken, e a condessa Charlotte von Hohenau.

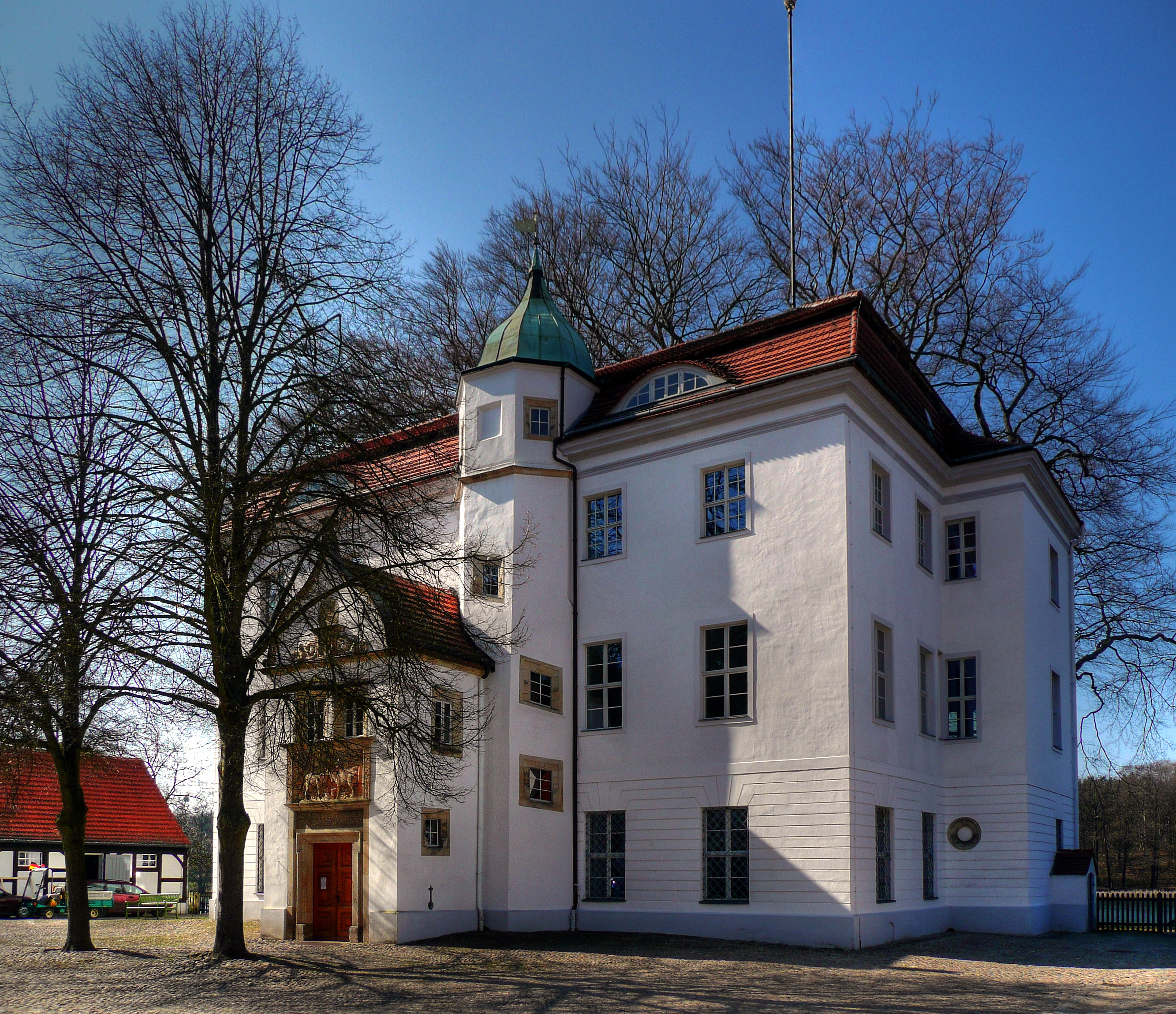
Castelo de Grunewald

No dia posterior ao evento, vários deles receberam cartas anónimas detalhando os acontecimentos da noite anterior, incluindo sexo grupal e relações homossexuais. Foram incluídas imagens pornográficas e desenhos de órgãos sexuais. Isto foi repetido em sociedades posteriores, mas cortesãos e nobres não envlvidos também receberam panfletos abusivos semelhantes, nos quais relatava-se os excessos sexuais dos círculos da corte. Charlotte von der Decken, em particular, foi descrita pela autora como "amante dos homens" e nomeou-se vários de seus parceiros sexuais, pertencentes ao alto escalão da corte. No total, foram enviadas mais de duzentas cartas dessa natureza.
À medida que os rumores resultantes cresciam, alguns dos afetados decidiram, em 1892, entregar as cartas, censuradas, à polícia. Pela riqueza de detalhes, pode-se concluir que o próprio autor das cartas pertencia ao círculo íntimo da corte imperial e deve ter estado entre os quinze participantes da orgia em Grunewald. Em última análise, o mestre de cerimônias imperial Leberecht von Kotze foi acusado de estar por trás das cartas. Kotze era considerado um "intrigueiro" nos círculos da corte e era impopular pelo seu sarcasmo. Em 1894, a polícia secreta confiscou papéis mata-borrão na posse de von Kotze, o que supostamente o incriminava. Inicialmente protegido pelo imperador, Guilherme II ordenou a prisão de von Kotze à regalia. Entretanto, as acusações não puderam ser sustentadas e von Kotze foi libertado alguns dias depois. Todavia, Guilherme II manteve suas suspeitas e encarregou um tribunal militar para investigar o caso. O tribunal investigou todos os membros da corte, mas nada incriminatório foi encontrado.
O "Círculo Hohenau-Schrader", cujos protagonistas incluíam Friedrich von Hohenau e Karl von Schrader, continuaram, então, a investigação por conta própria. Von Kotze agora exigia retratação de seus acusadores. Em 1895 houve um primeiro duelo entre von Schrader e von Kotze, sem maiores consequências. Diferentemente, em duelo com Hugo von Reischach, von Kotze foi ferido na coxa e hospitalizado. O imperador enviou-lhe um buquê de flores em forma de ovo de Páscoa para o seu leito hospitalar numa tentativa de reconciliação. Em abril de 1896, von Kotze travou um segundo duelo com von Schrader, que foi morto.
Os duelos causaram grande agitação entre a população, de modo que havia multidões nos locais dos duelos em Berlim. A imprensa criticou duramente o comportamento da corte imperial, dizendo que a mesma prejudicava o monarquia e a reputação da família imperial. O duelo em si também foi criticado. Como consequência, Guilherme II proibiu cerimônias fúnebres públicas para von Schrader, a fim de evitar mais publicidade.

## Legado
Em 1996, Tobias C. Bringmann pôde visualizar e avaliar pela primeira vez os documentos originais nos Arquivos Secretos do Estado do Patrimônio Cultural Prussiano. Ele deixou algumas passagens inéditas por razões de decência. Wolfgang Wippermann disponibilizou as cartas originais ao público pela primeira vez em seu livro de 2010, Skandal im Jagdschloss Grunewald.
Ainda não está claro quem escreveu as cartas. John CG Röhl considera provável que tenha sido o duque Ernesto Gunther de Schleswig-Holstein-Sonderburg-Augustenburg, cunhado do imperador, juntamente com cúmplices na corte imperial. Ao fazê-lo, ele segue as conclusões iniciais dos investigadores da época, que também foram expressas publicamente na época. De acordo com Röhl, o conhecimento interno e a arrogância de classe falam do duque como autor, que também era conhecido por sua vida sexual dissoluta e escandalosa.
Wippermann não se compromete, mas é de opinião que há algo a ser dito sobre a princesa Carlota como autora das cartas. Ela também já era suspeita pela sociedade berlinense. Isto é justificado, por um lado, pelo fato de a forma como os órgãos genitais femininos são descritos detalhadamente nas cartas falar por uma mulher como autora, e por outro lado, por um suposto ressentimento por parte da princesa contra a Condessa von Hohenau. A condessa nasceu era esposa de Friedrich von Hohenau, um aparentado da família imperial através de uma união morganatica entre o príncipe Alberto da Prússia e a Senhorita Rosalie von Rauch. Presume-se que Carlota não via com bons olhos esse avanço social e ganho de acesso por parte de "mau nascidos" aos círculos internos da corte e à alta nobreza. Entretanto, o posteior apoio documentado da princesa ao casal Kotze desacreditou essa presunção.
Uma conexão entre as duas teorias é de que a princesa Carlota teria colaborado com o duque Ernesto Gunther.